# Comté d'Albe
Entités précédentes :
- comté de Marsi (it)

Entités suivantes :
- Province de L'Aquila

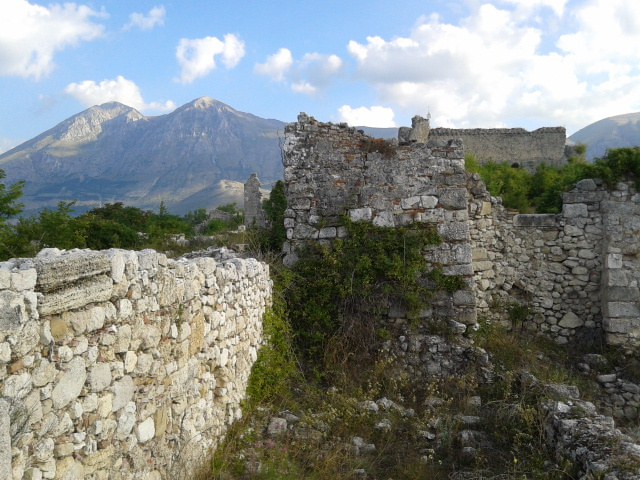
Vue du comté d'Albe

Le comté d'Albe était un domaine féodal créé dans la seconde moitié du XIIe siècle lorsqu'il fut séparé du comté de Marsi (it). Le premier comte d'Albe fut Berardo Berardi, fils de Crescenzio (it).
Située dans le secteur occidental de la région contemporaine des Abruzzes, elle occupait une partie de la région historique et géographique de Marsica.

## Histoire

### Gastald et comté de Marsi
Pendant la domination lombarde, Marsica fut soumise au duché de Spolète jusqu'à la seconde moitié du IXe siècle, même si en fait, elle put jouir de sa propre autonomie politique et administrative grâce à l'institution du Gastald dei Marsi avec pour siège probable Civitas Marsicana, située près de l'ancienne municipalité marsienne de Marruvium. Avec l'avènement des Francs de Charlemagne, le travail de christianisation d'une partie de la population locale se poursuit dans la région.
Selon toute vraisemblance, c'est entre 859 et 860 que fut créé le Comté de Marsi, une unité administrative qui unissait toute la région marsicaine. Dans cette vaste zone, qui comprenait également de nombreux territoires voisins, la présence de fonctionnaires lombards était toujours réelle, quoique sous une forme très réduite. En 926 Berardo "il Francisco" (it), arrière-petit-fils direct de Charlemagne et ancêtre de la famille Berardi, maison noble qui gouverna la région de manière autonome jusqu'au XIIe siècle, devint comte des Marsi, établissant ainsi de bonnes relations avec une partie de l'Église afin de permettre l'installation de son propre évêque à la tête du diocèse du Marsi.

### Domination normande
Entre le XIe  et le  XIIe siècle, Crescenzio Berardi, comte des Marsi, s'employa à contenir l'avancée des Normands qui cherchaient à conquérir le centre et le sud de l'Italie. En 1143, Roger II de Hauteville obtint l'annexion de la Marsica et du Cicolano (it) au Regnum Siciliæ naissant. Dans le but d'affaiblir les visées expansionnistes des nobles marsicains, le comté, inclus dans la Principauté de Capoue, fut divisé entre 1143 et 1150 en trois comtés : celui d'Albe, dirigé par le comte Berardo Berardi, fils de Crescenzio, celui de Celano, en possession de Rainaldo Berardi, comte de Marsi, et celui de Carsoli (it), aux mains d'Oderisio Berardi. Entre 1160 et 1166 le comté, devenu propriété royale de l'État, fut soumis au contrôle de la maison Ocre/Albe (it). Comme le rapporte le Catalogus baronum, Roger de Ollia (Rogerio de Albe) acquit le titre de comte d'Albe détenant le contrôle direct des châteaux suivants jusqu'en 1168 : Capranicum, Carcerem à Marsi, Castellum Novum à Marsi (it), Dispendium à Marsi, Luco, Paternum in Marsi (it), Pesculum Canalem (it), Petram Aquarum (it), Podio Sancti Blasii et Tresacco. Grâce aux seigneurs féodaux qui lui étaient fidèles, il put également contrôler de nombreuses terres dans la vallée du Roveto (it) et de Vallelonga (it).

### Domination souabe
Avec la chute des Hauteville, les Souabes accédèrent au pouvoir. En 1189, quelques années après le bref interrègne de Roger, le comte Pietro Berardi, fils de Berardo, réussit à réunir les deux comtés d'Albe et de Celano dans un grand comté marsicain, sans toutefois que la plaine du Cavaliere (it) et la vallée de Nerfa (it) ne se retrouvent désormais sous la domination de Roger pouvoir des nobles ombriens De Ponte (it), avec le soutien des cliques familiales locales. Dans le but de s'étendre davantage, le comte Pietro Berardi, devenu l'un des seigneurs féodaux les plus importants du royaume, se rangea du côté d'Otton IV de Brunswick, s'opposant aux puissants Souabes et au pape Innocent III qui, entre 1210 et 1215, excommunia le noble saxon permettant sa destitution, à tel point que le jeune Frédéric II de Souabe devient le nouveau souverain.
En 1212, avec la mort de Pietro Berardi, son fils Tommaso (it) entre en possession des fiefs et poursuit la ligne politique de son père, s'opposant fermement à Frédéric II, qui en 1223 rase la ville de Celano, forçant son exil en Sicile et à Malte. Entre-temps, le fidèle Gautier d'Ocre/Albe (it) reçut le titre de seigneur d'Albe. En 1227, les habitants de Celano, peut-être aussi grâce à l'intercession du pape Honorius III, purent revenir à Marsica pour reconstruire la nouvelle ville à une position différente par rapport au centre citadin original, plus bas sur la colline de San Flaviano,. Le nouveau pontife Grégoire IX, opposé au pouvoir de Frédéric II, fomenta l'insurrection des barons (it) de l'Italie du Sud au point que le comte Thomas tenta de reprendre possession des fiefs mais sans succès. Ceux-ci passèrent sous le contrôle de familles pro-souabes proches des d'Antiochia (it) et des Hohenlohe, tandis qu'en 1233 les Marsica furent incluses dans le judiciariat des Abruzzes. En 1250, après la mort de Frédéric II, la nouvelle ville de Celano, appelée Césarée par les Souabes, retrouva son nom d'origine ; quelques années plus tard, le comte Ruggero Berardi, fils de Tommaso et Giuditta de Molise, put reprendre possession des fiefs appartenant à sa famille, grâce au soutien du pape Innocent IV.

### Du pouvoir angevin à l’abolition des fiefs
En 1268, à la suite de la bataille de Tagliacozzo livrée dans les plaines palentines (it), entre Albe et Scurcola, les Hohenstaufen tombent définitivement du trône impérial et du royaume de Sicile au profit des Guelfes angevins.
Le triomphe de Charles Ier d'Anjou sur Conradin marqua le déclin d'Albe, Pietraquaria et d'autres forteresses qui furent dévastées en représailles pour avoir offert un soutien logistique aux Souabes. Le pouvoir féodal s'installe dans la ville voisine d'Avezzano qui, après avoir accueilli les habitants des villes en ruine, peut s'étendre. Dans le même temps, les comtes Berardi contraints à l'exil durent accepter une nouvelle division du territoire marsicain confié à Raimondo d'Artus (it) et inclus en 1273 dans la division administrative des Abruzzes ultérieures. Cependant, les comtes des Marsi purent, peu de temps après, reprendre possession du comté de Celano où, à partir du XIIIe siècle, ils construisirent diverses structures militaires défensives telles que celles d'Aielli, Rovere (it), Santa Jona (it) et Sperone (it). Par la suite, grâce au comte Pietro II, le château de Celano fut construit sur l'emplacement d'une fortification préexistante. Les comtes Berardi ont exercé une domination féodale jusqu'au XVe siècle.
Le territoire d'Alba fut cependant confié à Filippa Berardi, fille de Ruggero, qui l'administra jusqu'à sa mort, survenue vers 1308.
Filippa gouverna le comté avec détermination, menaçant les moines cisterciens voisins de Santa Maria della Vittoria de Scurcola, lors du conflit sur le droit de pêcher dans le lac Fucin. La noble, après le rappel de Charles II d'Anjou, dut oublier ses intentions et reconnaître le « jus piscandi » des religieux,.
Le comté passa ensuite sous la propriété du royaume de Naples et fut confié à diverses familles royales, notamment aux Anjou-Durazzo (it), pendant environ un siècle jusqu'à l'avènement de la noble famille romaine des Colonna. Viennent ensuite les seigneuries des Caldora (it) et des Orsini. Cette dernière famille domina jusqu'aux dernières années du XVe siècle, restaurant le village médiéval et le château adapté aux critères architecturaux de la Renaissance de l'époque. Dans le même temps, en raison de l'évolution des conditions socio-économiques et de la moindre importance stratégique et militaire du manoir, la ville voisine d'Avezzano, bien desservie par les routes extra-urbaines et en voie d'expansion, acquiert le rôle de chef lieu administratif de référence du territoire. En 1497, la famille Colonna revient au pouvoir et renforce le siège du comté d'Avezzano en agrandissant le château du XIVe siècle. À eux, le souverain napolitain Frédéric Ier a accordé et ensuite confirmé les terres des comtés d'Albe et Tagliacozzo : Auricula, Aveczano, Caesae, Canistrello, Capadotis, Cappellae, Casale de Lentano et Castello Minardo, Castelli de Flumine, Castelli Veteris, Castello Novo, Celle, Civite Dantinae, Colle, Collis Intermontis, Corcumelli, Corvary, Latuschi et Spellino, Lugho, Magliani, Marani, Palearis, Paterni, Perisi, Petrellae, Pody, Poyo de Philippo, Poyo Sinulfo, Pretella Secha, Rocha de Bocte, Rocha de Cerro, Rusciolo, S. Anatoliae, S. Donati, S. Mariae, Scanzani, Scurculae, Thorano, Trasaccho, Tufo et Verrechiae,.
La domination des Colonna sur le comté d'Alba et sur le duché de Tagliacozzo (it), y compris les baronnies de Carsoli, Civitella Roveto et Corvaro (it),, dura environ trois siècles, se terminant effectivement en 1806 avec l'abolition de la féodalité et la perte des droits féodaux,.

## Chronologie des comtes d'Albe
Vous trouverez ci-dessous l'historique des comtes d'Albe :
- Berardo Berardi, fils de Crescenzio, 1143/1150-1160;

Propriété royale de l'État – Berardo et Rainaldo d'Ocre/Albe (it), 1160-1166;
- Ruggero de Ollia, 1166-1168;
- Pietro Berardi, fils de Berardo, 1168-1189;
- Annibale Berardi, cousin de Pietro, 1189;
- Pietro Berardi, 1189-1212;
- Tommaso Berardi (it), fils de Pietro, 1212-1223;
- Gualtiero di Ocre/Albe (it), à partir de 1223;
- Giovanni Conti, comte de Poli, 1230[13],[14],[15],[16];
- Nicolò Conti, fils de Giovanni[17];
- Frédéric d'Antioche, 1240 ca.-1254[13],[14];
- Ruggero Berardi, fils de Tommaso, 1254-1268;
- Raimondo d'Artus (it) – Corrado di Antiochia (it) – Oddone di Tuzziaco (di Toucy)[18], 1268-1270;
- Filippa Berardi, fille de Ruggero, 1270-1308;

Propriété royale de l'État - membres des familles royales;
- Jean de Durazzo, 1315;
- Roberto Orsini, 1325[10];
- Marie d'Anjou, 1343-1366;
- Ludovico di Navarra, 1371;
- Giovanna d'Anjou-Durazzo, fille de Marie d'Anjou et épouse de Louis de Navarre, 1372-1387;
- Margherita d'Angiò-Durazzo, 1387-1390;
- Luigi di Savoia, vice-roi des Abruzzes et gouverneur d'Aquila, 1390-1393[10];
- Margherita d'Angiò-Durazzo, 1393-1404;
- Giacomo Orsini, 1404;
- Lorenzo Onofrio I Colonna, 1419-1423;
- Odoardo Colonna, premier époux de Jacovella de Celano, 1423-1436;
- Jacopo Caldora, second époux de Jacovella de Celano, 1436-1441;
- Giovanni Antonio Orsini, 1441-1456;
- Napoleone Orsini avec Roberto Orsini, 1461-1470;
- Roberto Orsini, 1470-1479;
- Prospero Colonna, 1479-1480[10];
- Fabrizio I Colonna, 1480-1484;
- Gentile Virginio Orsini, 1484-1486;
- Fabrizio I Colonna, 1486-1487;
- Gentile Virginio Orsini, 1487-1495;
- Fabrizio I Colonna, 1497-1520;
- Ascanio I Colonna, 1520-1556;
- Giovanni Carafa, 1556-1557;
- Marcantonio II Colonna, 1557-1584;
- Marcantonio III Colonna, 1584-1595;
- Marcantonio IV Colonna, 1608 ca.-1611;
- Filippo I Colonna, 1611-1639;
- Girolamo Colonna, 1639-1641;
- Marcantonio V Colonna, 1641-1659;
- Lorenzo Onofrio II Colonna, 1659-1689;
- Filippo II Colonna, 1689-1714;
- Fabrizio II Colonna, 1714-1755;
- Lorenzo Onofrio III Colonna, 1755-1779;
- Filippo Giuseppe III Colonna, de 1779 à 1806, année de l'abolition de la féodalité au cours de laquelle il perdit ses droits féodaux[1],[19],[20],[21],[22].